# Picacharops brevithorax
Picacharops brevithorax är en stekelart som beskrevs av Ian D. Gauld 1984. Picacharops brevithorax ingår i släktet Picacharops och familjen brokparasitsteklar. Inga underarter finns listade i Catalogue of Life.